# Sinornithosaurus millenii
Espèce
Sinornithosaurus millenii est une espèce éteinte de petits dinosaures à plumes de la famille des dromæosauridés (ou droméosauridés).
C'est l'espèce type du genre Sinornithosaurus. Son nom signifie « Oiseau-lézard chinois du millénaire ».
Il a vécu en Chine au cours du Crétacé inférieur, il y a environ 125 millions d'années, soit 3 millions d'années plus tôt que Sinornithosaurus haoiana, la seule autre espèce de Sinornithosaurus. Il mesurait environ entre 1,20 et 1,80 mètre de long.

## Découverte

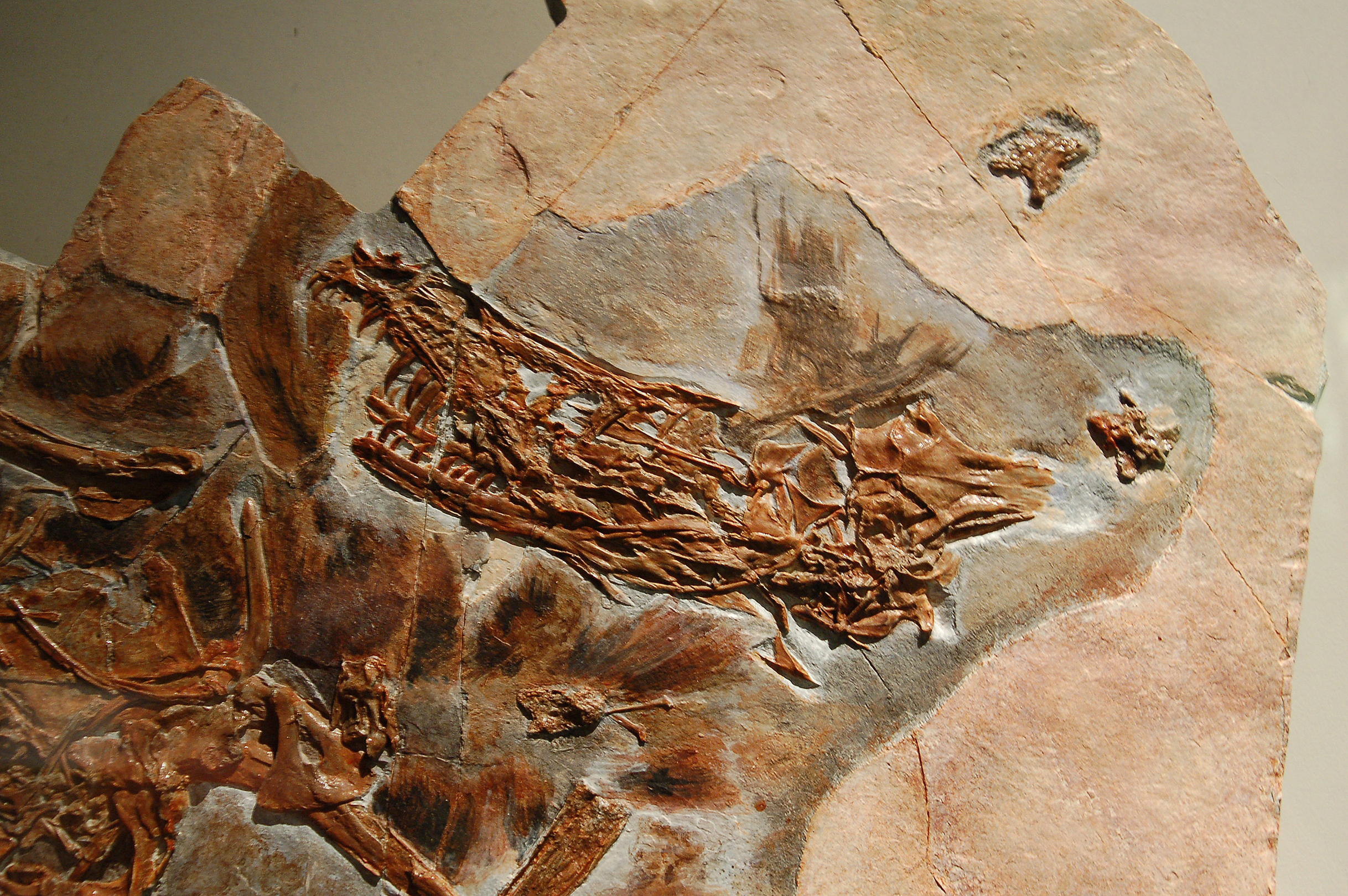
Holotype de Sinornithosaurus millenii. On note clairement la présence de plumes autour du squelette.

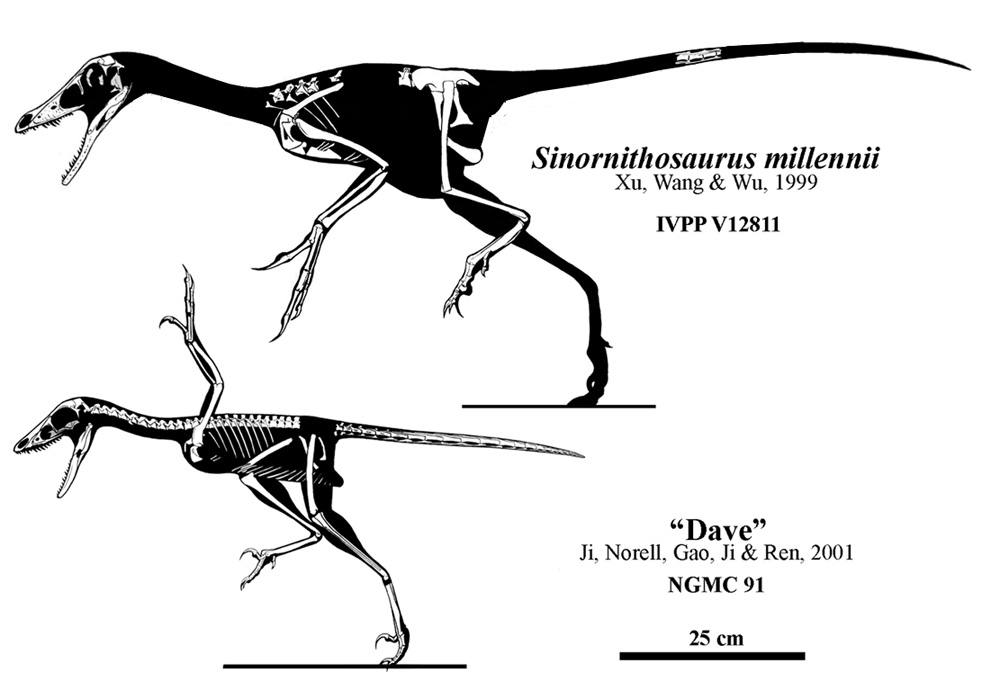
Comparaison de l'holotype de Sinornithosaurus millenii et de NGMC 91.

Un squelette presque complet de Sinornithosaurus millenii a été découvert en 1999, en Chine, dans la formation géologique d'Yixian (biote de Jehol) dans la province de Liaoning. Ses découvreurs sont Xu Xing, Wang Xiaolin et Wu Xiaochun, de l'institut de la Paléontologie et de la Paléoanthropologie des Vertébrés (IVPP) de Beijing. On avait précédemment retrouvé beaucoup d'autres dinosaures à plumes, ancêtres des oiseaux, dans cette région, comme Sinosauropteryx prima.
Le code assigné à l'holotype de Sinornithosaurus millenii a été IVPP V12811. Il a été placé dans l'institut de la Paléontologie et de la Paléoanthropologie des Vertébrés.
Un autre spécimen, parfaitement conservé, a été décrit en 2001 par Ji Qian et al. sous le nom de code NGMC 91. Cet animal de plus petite taille, après beaucoup d'hésitations, est attribué depuis le début des années 2010 à l'espèce Sinornithosaurus millenii.

## Description

### Plumes
Sinornithosaurus millenii possédait sur ses bras des plumes proches de celles des oiseaux actuels, mais, à la différence de celles-ci, ne possédait pas de barbules (branches possédant des crochets, les barbicelles, qui lient les barbes de la plume et les rendent solidaires les unes des autres), ce qui l'empêchait de décoller du sol. Sur le reste de son corps, il possédait également d'autres plumes, plus semblables cette fois-ci au duvet des oiseaux actuels.

### Crocs venimeux
Plusieurs indices, comme une denture pointue hétérodonte (dents de tailles très différentes), la présence de rainures sur leurs crocs et d'une zone de tissus mous, située au-dessus des dents pouvant correspondre à un sac à venin), font penser que les deux espèces de Sinornithosaurus pouvaient injecter du venin lors d'une morsure.

## Position au sein des droméosauridés
Cette classification a été publiée par Holtz, en 2011, à l'exception des microraptorinés ou microraptoriens (Phil Senter, James I. Kirkland, Donald D. DeBlieux, Scott Madsen and Natalie Toth, 2012) :
- Famille Dromaeosauridae
  - Dromaeosauroides
  - Luanchuanraptor
  - Mahakala
  - Pamparaptor
  - Ornithodesmus
  - Variraptor (=Pyroraptor?)
  - Sous-famille Microraptorinae
    - Tianyuraptor
    - Hesperonychus
    - Microraptor
    - Cryptovolans
    - Graciliraptor
    - Sinornithosaurus
      - Sinornithosaurus haoiana
      - Sinornithosaurus millenii

  - Sous-famille Unenlagiinae
  - Clade Eudromaeosauria[7]
    - Sous-famille Dromaeosaurinae
    - Sous-famille Saurornitholestinae
    - Sous-famille Velociraptorinae